# Michael Garrett (skladatel)
Michael Garrett (* 1944 Leicestershire, Anglie) je britský hudební skladatel a klavírista. Podílel se na koncertu „Concert for Piano and Orchestra“ Johna Cage, koncert dirigoval John Cale. Skládal jak orchestrální, tak i komorní hudbu a hudbu pro jednotlivé nástroje (klavír, varhany), stejně jako skladby pro hlas. Je autorem hudby k dvěma filmům Kena Russella: Women in Love (1969) a Savage Messiah (1972).